# Satsuma (provincia)

Mappa delle province giapponesi con la provincia di Satsuma evidenziata

Satsuma, formalmente Satsuma no Kuni (薩摩国?), fu una provincia del Giappone che attualmente costituisce la parte occidentale della prefettura di Kagoshima sull'isola di Kyūshū. La sua abbreviazione è Sasshū (薩州?).

## Storia
Durante il periodo Sengoku, Satsuma fu un feudo del daimyō del clan Shimazu, che governava la maggior parte del Kyūshū meridionale dal suo castello nella città di Kagoshima. Nel 1871 con l'abolizione del sistema han e l'instaurazione delle prefetture in seguito alla Restaurazione Meiji, le province di Satsuma e di Osumi vennero unite per formare l'attuale prefettura di Kagoshima.
Satsuma fu una delle province principali che insorse in opposizione allo shogunato Tokugawa a metà del XIX secolo ed a causa di questo l'oligarchia che raggiunge il potere dopo la Restaurazione Meiji del 1868 aveva una forte rappresentanza della provincia di Satsuma, con leader come Ōkubo Toshimichi (1830–1878) e Saigō Takamori che occuparono posti chiave del governo.
Satsuma è ben conosciuta per la sua produzione di patate dolci.